# Верхнесуянский сельсовет
Верхнесуянский сельсовет — муниципальное образование в Караидельском районе Башкортостана.

## История
Верхнесуянский сельсовет Караидельского района Республики Башкортостан создан в соответствии с Постановлением ВЦИК РСФСР от 2 декабря 1918 года «О порядке перевыборов волостных и сельских Советов».
В соответствии с Конституцией 1977 года сельсовет был переименован в Верхнесуянский сельский совет народных депутатов, 27 октября 1993 года сельсовет был преобразован в администрацию Верхнесуянского сельского совета, а 3 апреля 1997 года — в Верхнесуянскую сельскую администрацию.
19 августа 2002 года Верхнесуянский сельский совет был переименован в муниципальное образование Верхнесуянский сельсовет Караидельского района Республики Башкортостан.
19 декабря 2005 года муниципальное образование Верхнесуянский сельсовет было переименовано в сельское поселение Верхнесуянский сельсовет муниципального района Караидельский район Республики Башкортостан.
Согласно «Закону о границах, статусе и административных центрах муниципальных образований в Республике Башкортостан» имеет статус сельского поселения.

## Население
| 2002 | 2009 | 2010 | 2012 | 2013 | 2014 | 2015 |
| ---- | ---- | ---- | ---- | ---- | ---- | ---- |
| 427  | ↘408 | ↘406 | ↘399 | ↘383 | ↘376 | ↘368 |
| 2016 | 2017 | 2018 |      |      |      |      |
| ↘345 | ↘343 | ↘341 |      |      |      |      |

## Географическое положение
Общая площадь территории поселения 1846,3 га. Граничит с Новомуллакаевским, Озеркинским сельсоветами Караидельского района и Султанбековским сельсоветом Аскинского района Республики Башкортостан.

## Состав сельского поселения
| № | Населённый пункт | Тип населённого пункта          | Население |
| - | ---------------- | ------------------------------- | --------- |
| 1 | Седяш            | деревня, административный центр | ↗301      |
| 2 | Усть-Бартага     | деревня                         | ↘87       |
| 3 | Верхний Суян     | деревня                         | ↗17       |
| 4 | Нижний Суян      | село                            | →1        |